# Yutaro Yanagi
Yutaro Yanagi (柳 雄太郎 Yanagi Yutaro?), född 26 juni 1995 i Niigata prefektur, är en japansk fotbollsspelare.
Yanagi började sin karriär 2018 i YSCC Yokohama.